# Xanthosoma cubense
Xanthosoma cubense är en kallaväxtart som först beskrevs av Heinrich Wilhelm Schott, och fick sitt nu gällande namn av Heinrich Wilhelm Schott. Xanthosoma cubense ingår i släktet Xanthosoma och familjen kallaväxter.
Artens utbredningsområde är Kuba. Inga underarter finns listade.